# چاوپی اورگو (اوانکا سانکوس)
چاوپی اورگو (به اسپانیایی: Chawpi Urqu) یک کوه در پرو است که در منطقه آیاکوچو واقع شده‌است. چاوپی اورگو ۴٬۴۰۰ متر بالاتر از سطح دریا واقع شده‌است.